# Loda (Illinois)
Loda es una villa ubicada en el condado de Iroquois en el estado estadounidense de Illinois. En el Censo de 2010 tenía una población de 407 habitantes y una densidad poblacional de 108 personas por km².

## Geografía
Loda se encuentra ubicada en las coordenadas 40°31′0″N 88°4′32″O / 40.51667, -88.07556. Según la Oficina del Censo de los Estados Unidos, Loda tiene una superficie total de 3.77 km², de la cual 3.75 km² corresponden a tierra firme y (0.55%) 0.02 km² es agua.

## Demografía
Según el censo de 2010, había 407 personas residiendo en Loda. La densidad de población era de 108 hab./km². De los 407 habitantes, Loda estaba compuesto por el 94.84% blancos, el 1.72% eran afroamericanos, el 0.49% eran amerindios, el 0% eran asiáticos, el 0% eran isleños del Pacífico, el 0.98% eran de otras razas y el 1.97% pertenecían a dos o más razas. Del total de la población el 2.21% eran hispanos o latinos de cualquier raza.